# Ladário
Ladário là một đô thị thuộc bang Mato Grosso do Sul, Brasil. Đô thị này có diện tích 342,509 km², dân số năm 2007 là 17918 người, mật độ 52,31 người/km².